# Islandiana
Islandiana là một chi nhện trong họ Linyphiidae.